# Oigny-en-Valois
Oigny-en-Valois är en kommun i departementet Aisne i regionen Hauts-de-France i norra Frankrike. Kommunen ligger  i kantonen Villers-Cotterêts som ligger i arrondissementet Soissons. År 2022 hade Oigny-en-Valois 175 invånare.

## Befolkningsutveckling
Antalet invånare i kommunen Oigny-en-Valois
Referens: INSEE